# 陳雅倫
陳雅倫（英語：Ellen Chan Nga Lun，1966年2月16日—），香港女歌手及演員。

## 簡介
陳雅倫早年居住在新界葵涌葵興邨。1985年於嘉諾撒聖家書院中五畢業後，透過參加由香港無線電視所舉辦的第四屆新秀歌唱大賽而進身娛樂圈，同屆參加比賽的藝人還有杜德偉（當屆冠軍）、蘇永康、李克勤、草蜢和周慧敏，惜未能奪得該比賽獎項；1985年至1992年期間，雖演出過不少電影及一些電視劇集，但星途未見突出。
1993年，為求演藝事業突破，決定接拍其首部三級成人電影《危情》及演唱電影主題曲《夢裡人》，同年推出首本成人寫真集，及簽約新力唱片進軍樂壇，年底推出首支主打歌《隨便坐》，歌曲推出後一舉登上香港電台中文歌曲龍虎榜的冠軍位置，知名度迅速提升。
1994年1月，推出首張個人專輯《貪多個夜晚》，由音樂人黃尚偉監製，可惜唱片銷量一般。年底再推出第二張專輯《只喜歡一個人》後，便結束歌唱發展，繼續接拍電影及轉移往中國大陸發展。
陳雅倫現時是淇淼星光文化傳媒（北京）有限公司的董事總經理。

## 感情生活
1989年，陳雅倫與音樂人黃尚偉認識及展開長達11年的戀情，最後於2000年分手。

## 電影
- 《老虎出更2》
- 《賭王至尊》
- 《青春怒潮》（1985）
- 《霸王花》（1988）
- 《求愛敢死隊》（1988）
- 《新最佳拍檔》（1989）
- 《返老還童》（1989）
- 《龍鳳茶樓》（Lung Fung Restaurant）（1990）
- 《殭屍再翻生》
- 《殭屍醫生》（1990）
- 《隔離屋有鬼》
- 《我老婆唔係人》（1990）
- 《老婆你好野》
- 《馬路英雄》（1991）
- 《龍虎風暴》
- 《鳳舞九天》
- 《情義心》
- 《妖怪都市》（1992）
- 《危情》（1993）
- 《男與女》（The Love that if Wrong）（1993）
- 《94男女交響曲》
- 《新應召女郎》
- 《風塵三女俠》
- 《霓虹光管高高掛》
- 《性慾都市》
- 《開心的野花》
- 《偷情歲月》
- 《南洋十大邪術》（The Eternal Evil of Asia）（1995）
- 《新俏郎君》
- 《我愛1碌葛》（2002）
- 《大丈夫》（2003）
- 《放·逐》（杜琪峰導演）（2006）
- 《硬汉》（2008）
- 《絕色武器》（2012）
- 《光輝歲月》（2013）

## 電視劇

#### 無綫電視
- 1986年：《小島風雲》
- 1986年：《城市故事》飾 Kenis
- 1987年：《季節》飾 Ellen
- 1987年：《繭 （页面存档备份，存于）》（單元劇）飾 Cora
- 1988年：《飛躍霓裳》飾 林虹
- 1988年：《前世》（單元劇）
- 1988年：《勇闖毒龍潭》（電視電影）飾 Jenny
- 1988年：《繭》飾 阮詩美
- 1993年：《開心華之里》
- 1993年：《不可思議星期二之奪命傳呼》飾 阿敏

#### 香港電台
- 1991年：《性本善之新婚物語》

#### 香港有線電視第1台
- 2007年：《補習天后》飾 Gian蔡

#### 中国大陸
- 1998年：《新江山美人》飾 秋香
- 1998年：《希望的季節》飾 新聞報導員
- 2000年：《天命因緣》飾 白露
- 2004年：《天下太平》飾 孔雀

## 電視節目
- 1988年：《零時話風情》第5集
- 1988年：《零時話風情2》第12集
- 1988年：《生力啤香港競飲大賽1988》
- 1989年：《新秀歌唱大賽》
- 1990年：《笑星救地球》客串97前後第三集之舞照跳
- 1990年：《十點半港情講趣》第9集
- 1993年：《歡樂今宵之花弗世界》主持
- 1993年：《娛樂北斗星》第6集
- 1993年：《生力啤香港競飲大賽1993》
- 2012年：《今日VIP》
- 2013年：《玩嘢王》第7集
- 2013年：《超級無敵獎門人 終極篇》
- 2019年：《流行經典50年》

## 音樂作品

### 個人專輯
| 專輯 # | 專輯名稱                             | 專輯類型 | 發行公司                  | 發行日期      | 曲目 |
| 1st    | 貪多個夜晚                           | 大碟     | 新力唱片                  | 1994年1月     | 曲目 CD 1. 貪多個夜晚 2. 隨便坐 3. 是你讓我愛得深 4. 夢裡火燙 5. 心思思 6. 冷卻了的咖啡座 7. 夢裡人 8. 仍懷念你 9. 火速愛戀 10. ! 咩話? |
| 2nd    | 只喜歡一個人                         | 大碟     | 新力唱片                  | 1994年11月    | 曲目 CD 1. 海上樂園 2. 只喜歡一個人 3. 心散 4. 午夜電話 5. 我行我素 6. 蜜糖兒 7. 如果有天遇上 8. 迷幻情人 9. 開心的野花 10. 回程風光    |
| 3rd    | 貪多個夜晚 （3"CD） （限量編號版）   | 細碟     | New Century Workshop (HK) | 2015年5月12日 | 曲目 CD 1. 貪多個夜晚 2. 隨便坐 3. 是你讓我愛得深 4. 冷卻了的咖啡座 5. 夢裡人                                                           |
| 4th    | 只喜歡一個人 （3"CD） （限量編號版） | 細碟     | New Century Workshop (HK) | 2015年5月12日 | 曲目 CD 1. 海上樂園 2. 只喜歡一個人 3. 午夜電話 4. 蜜糖兒 5. 開心的野花                                                                 |

### 合輯
| 專輯 # | 專輯名稱      | 專輯類型   | 發行公司       | 發行日期      | 曲目 |
| 1st    | IFPI 100%正版 | 新曲＋精選 | 國際唱片業協會 | 1994年8月24日 | 曲目 CD 1. 他不是我（譚詠麟、梅艷芳、張學友、劉德華、黎明、郭富城、葉蒨文、關淑怡、呂方、李克勤、彭羚、林敏驄、倫永亮、鄭柏林、曾志偉） 2. 情歸何處（梅艷芳） 3. 狂野之城（郭富城） 4. 不會哭於你面前（楊采妮） 5. 心愛（黎明） 6. 如果得不到愛情（彭羚） 7. 愛難留（鄭伊健） 8. 執迷不悔（王菲） 9. 祝福（張學友） 10. 隨便坐（陳雅倫） 11. 今夜夢還暖（劉德華） 12. 只有愛不足夠（江希文） 13. 愛出個未來（吳奇隆） 14. 緣份的天空（湯寶如） 15. 一天一點愛戀（梁朝偉） 16. 來…尋夢（葉玉卿） 17. 他不是我（音樂版） |

### 音樂錄影帶
- 《隨便坐》
- 《貪多個夜晚》
- 《仍懷念你》
- 《只喜歡一個人》
- 《蜜糖兒》
- 《海上樂園》
- 《午夜電話》（原名:《神秘電話》）
- 鍾鎮濤《太多考驗》
- 羅文《壞情人》
- 張學友《AMOUR》、《遙遠的她》、《沉默的眼睛》
- 梁朝偉《對你著迷》
- 杜德偉《抱緊我》

## 派台歌曲成績
| 派台歌曲成績 | 派台歌曲成績    | 派台歌曲成績 | 派台歌曲成績 | 派台歌曲成績 | 派台歌曲成績 | 派台歌曲成績          |
| ------------ | --------------- | ------------ | ------------ | ------------ | ------------ | --------------------- |
| 唱片         | 歌曲            | 903          | RTHK         | 997          | TVB          | 備註                  |
| 1993年       |                 |              |              |              |              |                       |
| 貪多個夜晚   | 夢裡人          | -            | -            | -            | -            | 電影《危情》主題曲    |
| 貪多個夜晚   | 隨便坐          | 2            | 1            | -            | -            | 首支冠軍歌 跨年上榜   |
| 1994年       |                 |              |              |              |              |                       |
| 貪多個夜晚   | 貪多個夜晚      | 10           | 15           | -            | -            | OT：宮沢りえ ~ 赤い花 |
| 只喜歡一個人 | 只喜歡一個人    | -            | -            | -            | -            |                       |
| 只喜歡一個人 | 蜜糖兒          | 23           | -            | -            | -            |                       |
|              | Merry Christmas | 17           | -            | -            | -            | 與蘇永康合唱          |

| 903 | RTHK | 997 | TVB | 備註              |
| 0   | 1    | 0   | 0   | 四台冠軍歌總數：0 |

## 寫真集
- 1993年：《陳雅倫寫真集》

## 外部連結
- 陳雅倫的Instagram帳戶
- 陳雅倫的Facebook專頁
- 陳雅倫的Facebook專頁
- 陳雅倫的新浪微博
- YouTube上的陳雅倫頻道
- 陳雅倫在香港影庫上的簡介